# Wotton-under-Edge

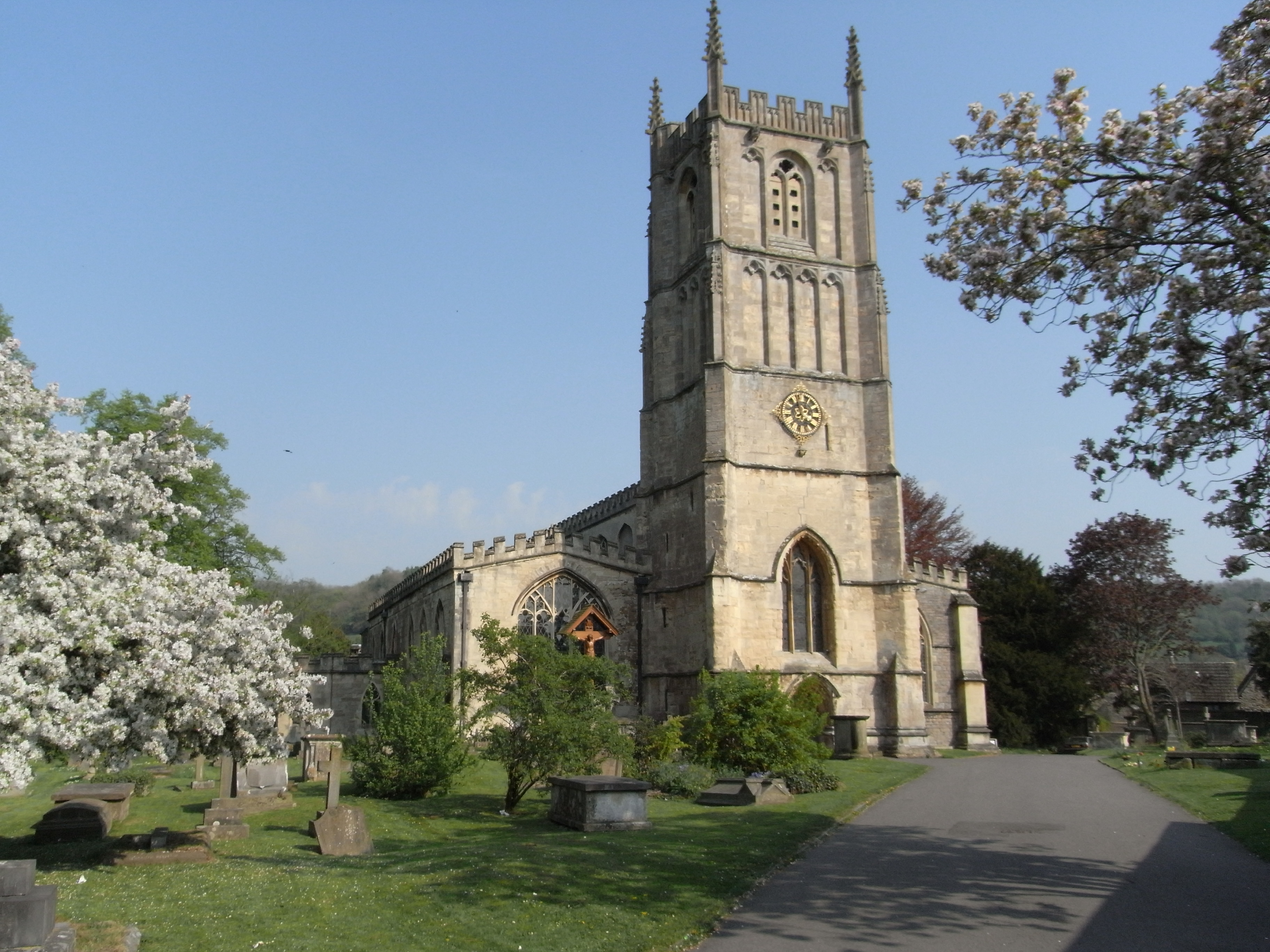
Iglesia de St. Mary La Virgen.

Wotton-under-Edge es una localidad situada en el condado de Gloucestershire, Inglaterra. Fue una de las ciudades más importantes del comercio lanar en el pasado aunque hoy es un tranquilo pueblo. Situado cerca del extremo sur de las colinas de Cotswolds. El camino de Cotswold es un sendero de larga distancia que pasa por la ciudad. Se encuentra sobre la ruta B4058, a 8 km de la autopista M5. La estación de tren más cercana es Cam and Dursley, a 11 km de distancia por carretera, en la vía férrea que va de Bristol a Birmingham.

## Historia
El primer registro de la ciudad aparece en una carta anglosajona real del Rey Edmundo I de Inglaterra quien en el año 940 arrendó cuatro terrenos entre Wudetun y Eadric. El nombre significa Wudetun del recinto, granja o aldea (tun) en o cerca de la madera (wude). El "Edge" se refiere a la escarpa caliza de Cotswold Edge que incluye las colinas de Wotton Hill y Hill Tor que flanquean la ciudad. "The Edge" se ha convertido en un término usado por los lugareños para describir la zona. La abadía de Kingswood fue fundada en 1139, pero todo lo que queda es una puerta de entrada del siglo XVI cisterciense. Cercanas edificios históricos incluyen las casas de estilo Tudor Park y Newark Manor Owlpen. La taberna medieval ex The Ancient Ram Inn data de 1145. 
La iglesia de Santa María la Virgen fue consagrada en 1283, y es la iglesia más antigua y más grande de la ciudad.
La Escuela Katharine Señora de Berkeley Grammar fue fundada en 1384 y ahora es una escuela integral llamado Katharine Señora de Berkeley aunque el moderno edificio actual está un poco fuera de la ciudad, en el camino hacia la aldea de Kingswood. El Colegio Británico se estableció en el pueblo en 1835, y lo dirigió durante un tiempo Isaac Pitman.
Con vistas a la ciudad, en la parte superior de Wotton Hill hay una colección de árboles plantados en el siglo XIX para conmemorar la Batalla de Waterloo. Estos se encuentran en el sitio que aloja una de las balizas de alerta temprana utilizados para advertir a Inglaterra de la llegada de la Armada española en 1588.
Actualmente, Wotton-under-Edge es una ciudad que sirve de alojamiento entre las ciudades de Bristol, Bath o Birmingham. Además, aquí se encuentra la pensión más antigua del país[cita requerida], Ram Icc, que supuestamente está encantada. Numerosos huéspedes han dicho ver fantasmas, brujas y diablos caminar por esta casa, por lo que figura entre en los 11 lugares paranormales de Inglaterra.[cita requerida]

## Personajes ilustres
- Charles Blagden; físico y químico
- John Biddle; antitrinitario, conocido como el Padre del Unitarismo Inglés.[1]
- Isaac Pitman; Inventor

## Ciudades hermanadas
- Francia, Beaumont-le-Roger.